# ديبيو (أوكلاهوما)
ديبيو (بالإنجليزية: Depew, Oklahoma)‏ هي بلدة أمريكية تقع في الولايات المتحدة في مقاطعة كريك، أوكلاهوما. يقدر عدد سكانها بـ 476 نسمة ومساحتها 1.0 كم2 وترتفع عن سطح البحر 269 متر.

## التركيبة السكانية
حدّد مكتب تعداد الولايات المتحدة بيانات التركيبة السكانية لديبيو في تعداد الولايات المتحدة. في ما يلي، التركيبة السكانية حسب تعدادي 2000 و2010.

### تعداد عام 2000
بلغ عدد سكان ديبيو 564 نسمة بحسب تعداد عام 2000، وبلغ عدد الأسر 213 أسرة وعدد العائلات 146 عائلة مقيمة في البلدة. في حين سجلت الكثافة السكانية 316.9 نسمة لكل كيلومتر مربع (820.8/ميل2). وبلغ عدد الوحدات السكنية 240 وحدة بمتوسط كثافة قدره 134.8 لكل كيلومتر مربع (349.1/ميل2).
وتوزع التركيب العرقي للبلدة بنسبة 74.47% من البيض و8.69% من الأمريكيين الأفارقة و9.57% من الأمريكيين الأصليين و7.27% من عرقين مختلطين أو أكثر و1.42% من الهسبانيون أو اللاتينيون من أي عرق.
بلغ عدد الأسر 213 أسرة كانت نسبة 41.8% منها لديها أطفال تحت سن الثامنة عشر تعيش معهم، وبلغت نسبة الأزواج القاطنين مع بعضهم البعض 50.2% من أصل المجموع الكلي للأسر، ونسبة 13.1% من الأسر كان لديها معيلات من الإناث دون وجود شريك، بينما كانت نسبة 5.2% من الأسر لديها معيلون من الذكور دون وجود شريكة وكانت نسبة 31.5% من غير العائلات. تألفت نسبة 29.6% من أصل جميع الأسر من عدة أفراد يعيشون في نفس المنزل ونسبة 15% كانت تتألف من شخص يعيش بمفرده يبلغ من العمر 65 عاماً أو أكثر. وبلغ متوسط حجم الأسرة المعيشية 2.65، أما متوسط حجم العائلات فبلغ 3.32.
بلغ العمر الوسطي للسكان 32.6 عاماً. وكانت نسبة 31% من القاطنين تحت سن الثامنة عشر، وكانت نسبة 9.2% بين الثامنة عشر والرابعة والعشرين عاماً، ونسبة 27.3% كانت واقعةً في الفئة العمرية ما بين الخامسة والعشرين والرابعة والأربعين عاماً، ونسبة 18.1% كانت ما بين الخامسة والأربعين والرابعة والستين، ونسبة 14.4% كانت ضمن فئة الخامسة والستين عاماً فما فوق. يوجد لكل 100 أنثى 88.0 ذكر، ويوجد لكل 100 أنثى في الثامنة عشر من عمرها فما فوق 86.1 ذكر.
بلغ متوسط دخل الأسرة في البلدة 25,536 دولارًا، أما متوسط دخل العائلة فبلغ 29,250 دولارًا. وكان متوسط دخل الذكور 23,438 دولارًا مقابل 18,542 دولارًا للإناث. وسجل دخل الفرد الخاص بالبلدة 10,868 دولارًا. وكانت نسبة 19.2% من العائلات ونسبة 22.4% من السكان تحت خط الفقر، وكان من هؤلاء نسبة 31.2% تحت سن الثامنة عشر ونسبة 16.7% في الخامسة والستين من العمر وما فوق.

### تعداد عام 2010
بلغ عدد سكان ديبيو 476 نسمة بحسب تعداد عام 2010، وبلغ عدد الأسر 187 أسرة وعدد العائلات 127 عائلة مقيمة في البلدة. في حين سجلت الكثافة السكانية 267.4 نسمة لكل كيلومتر مربع (692.6/ميل2). وبلغ عدد الوحدات السكنية 222 وحدة بمتوسط كثافة قدره 124.7 لكل كيلومتر مربع (323.0/ميل2).
وتوزع التركيب العرقي للبلدة بنسبة 77.52% من البيض و6.09% من الأمريكيين الأفارقة و8.19% من الأمريكيين الأصليين و0.21% من الأعراق الأخرى و7.98% من عرقين مختلطين أو أكثر و1.68% من الهسبانيون أو اللاتينيون من أي عرق.
بلغ عدد الأسر 187 أسرة كانت نسبة 36.4% منها لديها أطفال تحت سن الثامنة عشر تعيش معهم، وبلغت نسبة الأزواج القاطنين مع بعضهم البعض 42.8% من أصل المجموع الكلي للأسر، ونسبة 17.6% من الأسر كان لديها معيلات من الإناث دون وجود شريك، بينما كانت نسبة 7.5% من الأسر لديها معيلون من الذكور دون وجود شريكة وكانت نسبة 32.1% من غير العائلات. تألفت نسبة 29.9% من أصل جميع الأسر من عدة أفراد يعيشون في نفس المنزل ونسبة 17.1% كانت تتألف من شخص يعيش بمفرده يبلغ من العمر 65 عاماً أو أكثر. وبلغ متوسط حجم الأسرة المعيشية 2.55، أما متوسط حجم العائلات فبلغ 3.14.
بلغ العمر الوسطي للسكان 37.3 عاماً. وكانت نسبة 27.5% من القاطنين تحت سن الثامنة عشر، وكانت نسبة 10.7% بين الثامنة عشر والرابعة والعشرين عاماً، ونسبة 20.2% كانت واقعةً في الفئة العمرية ما بين الخامسة والعشرين والرابعة والأربعين عاماً، ونسبة 25.2% كانت ما بين الخامسة والأربعين والرابعة والستين، ونسبة 16.4% كانت ضمن فئة الخامسة والستين عاماً فما فوق. وتوزع التركيب الجنسي للسكان بنسبة 47.7% ذكور و52.3% إناث.